# نویو گزلشفت/فرانکفورتر هفته

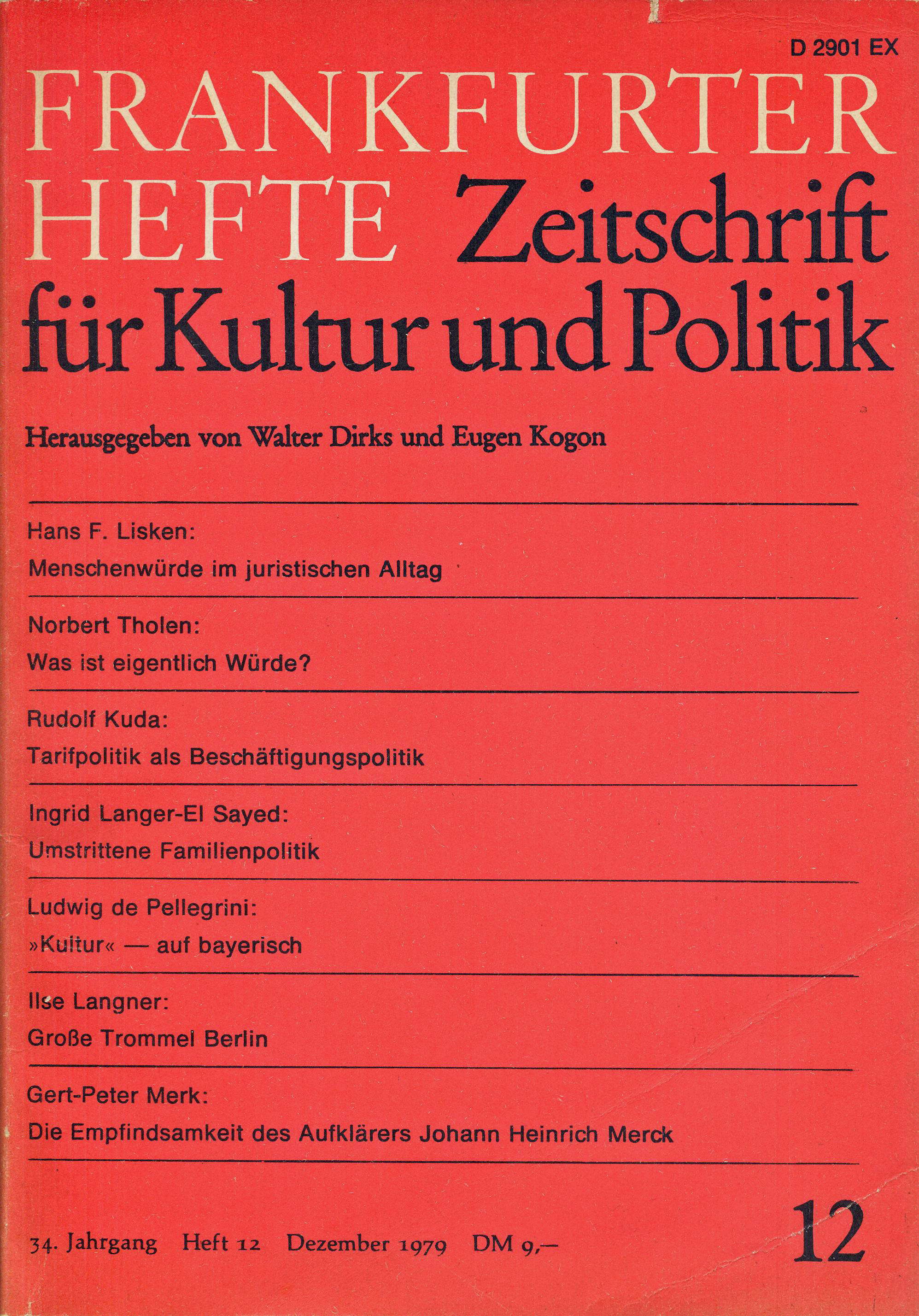
شماره دسامبر ۱۹۷۹

نویو گزلشفت/فرانکفورتر هفته (به انگلیسی: Neue Gesellschaft/Frankfurter Hefte) یک مجله سیاسی ماهانه آلمانی است (در ماه‌های ژانویه و ژوئیه منتشر می‌شود). همان‌طور که از نام آن پیداست این مجله حاصل ادغام دو مجله نویو گزلشفت/فرانکفورتر هفته در سال ۱۹۵۸ است. مجله نویو گزلشفت در سال۱۹۵۴ تأسیس شد، و از طرفی فرانکفورتر هفته در۱۹۴۶ تأسیس گردید. مجله نویو گزلشفت که از قبل وجود داشت و در اصل در محیط چپ کاتولیک منتشر می‌شد، در ۱۹۸۵ اداره فرانکفورتر هفته را به دست گرفت.

## تاریخچه
مجله نویو گزلشفت یک مجله تئوری در جنبش سوسیال دموکراسی بود که در سال ۱۹۵۴ پس از شکست حزب سوسیال دموکرات آلمان در انتخابات سال ۱۹۵۳ تأسیس شد. ویراستاران مؤسس آن ویلی آیش‌لر و کارلو اشمید بودند. فرانکفورتر هفته با گرایش چپ کاتولیک در ۱۹۴۶ تأسیس شد. بنیانگذاران آن یوگن کوگون و والتر دیرکس بودند.
امروزه، مجله نویو گزلشفت/فرانکفورتر هفته، خود را به عنوان یک مجله فرهنگی سیاسی شناسانده‌اند، که هدف آن ارائه تشخیص زمان و چشم‌اندازهای آینده است. از دهه ۱۹۹۰، به موضوع‌های کلیدی از جمله فرآیندهای دموکراتیزه شدن در اروپای شرقی و مرکزی، جامعه مدنی و الگوهای جامعه‌گرایانه جامعه، رویارویی با گذشته توتالیتر، توسعه رسانه‌های جدید، آینده جهانی شدن و مهاجرت پرداخته‌است.
توماس مایر از زمان مرگ پیتر گلوتس سردبیر مجله نویو گزلشفت/فرانکفورتر هفته بوده‌است.